# 泉山御流

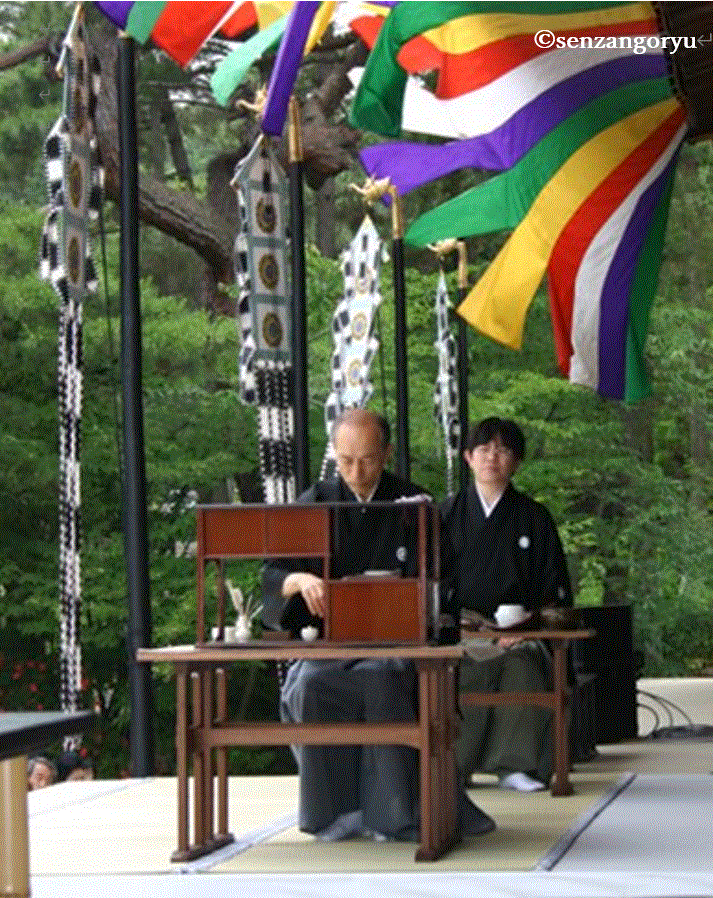
唐招提寺 鑑真大和上1250年御諱 献香式（泉山御流 宗匠 西際好譽)

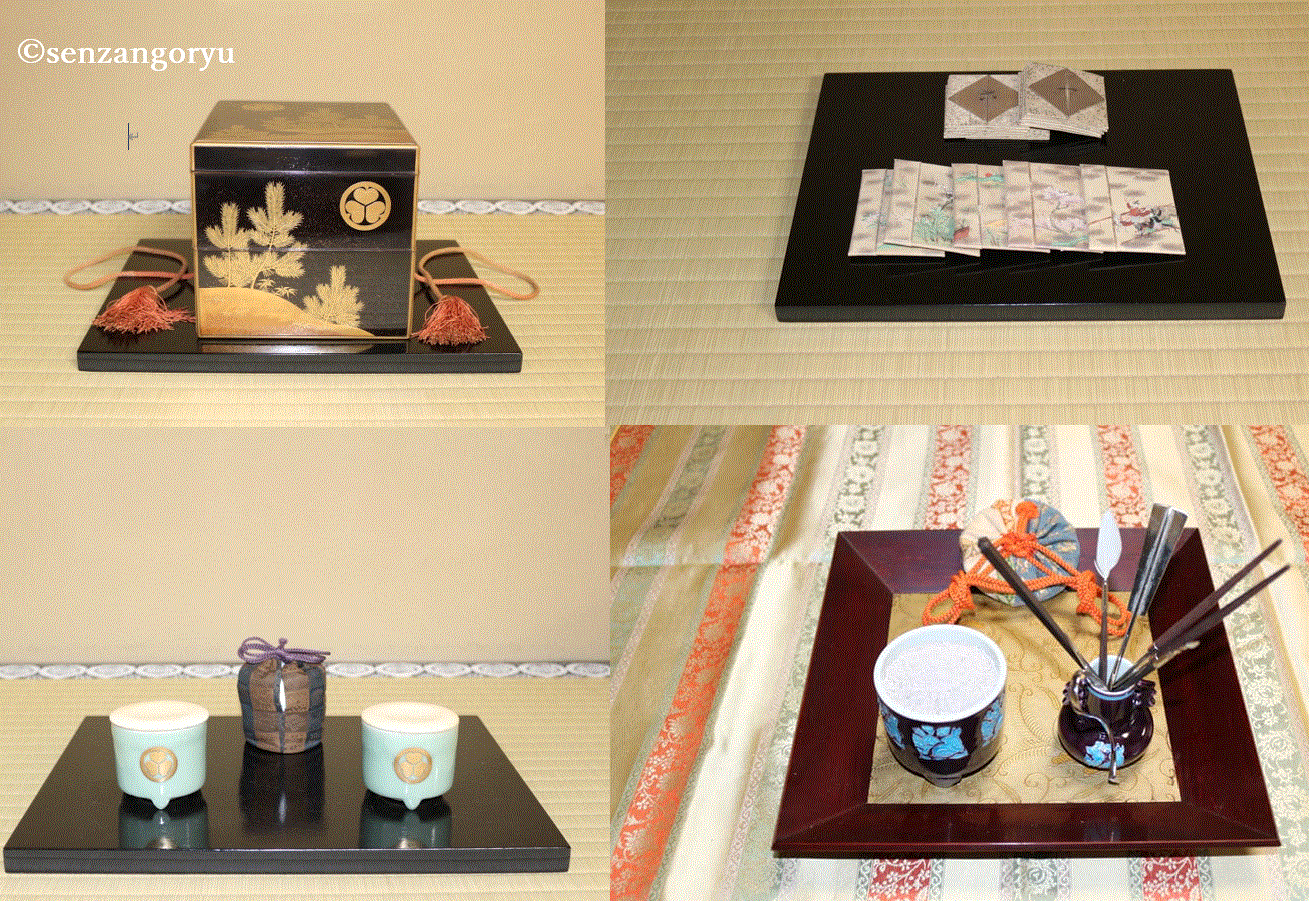
香会で使用する様々な香道具（泉山御流）

泉山御流（せんざんごりゅう）は、江戸時代から続く京都の香道の流派。

## 解説
流派の本山である泉涌寺（京都・東山）の歴代長老を御家元と仰ぐ。現在、第10代宗匠 西際好譽（好誉）、若宗匠 西際重譽（重誉）。
泉涌寺には、天下第一の銘香蘭奢待を始め、歴代の天皇が所持されていた数々の香木や香道具などが蔵されており、泉山御流により香道の伝統が今に伝えられている。
教場は関東・関西・中部・四国・中国地方のほか、日本以外には中国・台湾・カナダなど。
京都東山に位置する泉涌寺は、俊芿（しゅんじょう）律師によって嘉禄2年（1226年）に創建された真言宗泉涌寺派の総本山寺院。一般の寺院とは異なり、寺域内に鎌倉時代の四条天皇以降、歴代の天皇・皇族方が奉葬されている。このため皇室の御陵に香や花を供える役割を担う「香華院」とされ、「御寺（みてら）」「皇室の菩提所」と呼ばれており、現在も皇室との関係は非常に深い。